# Болотный газ
Болотный газ — бесцветная смесь газов со слабым неприятным запахом, которая выделяется со дна болот, стоячих водоёмов в результате гниения ила и других остатков растительного и животного происхождения. 
Основной компонент смеси — метан (CH4), образующийся в результате анаэробного разложения органических веществ. Этот процесс часто происходит в болотах или заболоченных местах, отсюда и название. Также содержит незначительные количества углекислого газа (CO2) и азота (N2), может содержать другие углеводороды. По химическому составу практически не отличается от биогаза, за исключением того, что образуется самопроизвольно. 
Болотный газ в природе встречается на каждом шагу. При выходе на поверхность крупные пузыри болотного газа способны издавать довольно громкий звук. Места выхода могут быть пожароопасны. 
Впервые химическое исследование болотного газа провёл в 1776 году А. Вольта и установил, что он отличается от водорода.
На конец XIX столетия поблизости от города Ивонич, известнейшего в Галиции курорта с йодистым источником, было расположено громадное болото, на котором образовывалось очень много болотного газа, собираемого в специальное здание для ингаляций. Главный контингент посетителей курорта были золотушные и ревматики. В начале XX столетия курорт ежегодно посещали 6 тысяч больных.